# Ken Ono
Ken Ono (Filadélfia, 20 de março de 1968) é um matemático japonês-estadunidense. Especialista em teoria dos números, em especial partição dos inteiros, forma modular e os campos de interesse de Srinivasa Ramanujan. Foi Professor da Cátedra Manasse de Letras e Ciência e da Cátedra Hilldale de Matemática da Universidade do Wisconsin-Madison.
É atualmente Professor da Cátedra Asa Griggs Candler de matemática da Universidade Emory.

## Vida e educação
Ken Ono é filho do matemático Takashi Ono, que emigrou do Japão para os Estados Unidos após a Segunda Guerra Mundial. Seu irmão mais velho, o imunologista e presidente de universidade Santa Jeremy Ono, nasceu enquanto Takashi Ono estava no Canadá trabalhando na Universidade da Colúmbia Britânica, mas na época que Ken Ono nasceu a família tinha retornado para os Estados Unidos, onde seu pai trabalhou na Universidade da Pensilvânia. Na década de 1980 Ono frequentou a Towson High School, mas depois a abandonou. Entrou mais tarde na Universidade de Chicago sem um diploma escolar. Lá participou de corridas de bicicleta, e foi membro da equipe de ciclismo Pepsi–Miyata.
Obteve um BA na Universidade de Chicago em 1989. Obteve um PhD em 1993 na Universidade da Califórnia em Los Angeles, orientado por Basil Gordon. Planejou inicialmente estudar medicina, mas depois decidiu estudar matemática, atribuindo este seu interesse a seu pai.

## Carreira e pesquisa
As contribuições de Ono incluem diversas monografias e mais de 140 artigos técnicos e de ciência popular em teoria dos números, combinatória e álgebra. É considerado um especialista na teoria das partições inteiras e formas modulares. Em 2000 expandiu significantemente a teoria de Srinivasa Ramanujan de congruências de partições, e em trabalho conjunto com Kathrin Bringmann contribuiu fundamentalmente com a teoria das formas de Maass, funções que incluem as formas modulares de Mock descritas por Ramanujan como exemplos. Em 2007 Don Zagier apresentou um Seminário Nicolas Bourbaki sobre o trabalho de Bringmann, Ono e Sander Zwegers sobre as mock theta functions. O Prêmio SASTRA Ramanujan de 2009, concedido para um matemático com idade máxima de 32 anos (a idade com que Ramanujan morreu), foi atribuído a Kathrin Bringmann por seu trabalho conjunto com Ono. Recentemente, ele e seus colaboradores anunciaram uma prova do famoso Umbral Moonshine conjectura.
Ono recebeu diversos prêmios por suas pesquisas. Em abril de 2000 recebeu o Presidential Early Career Award for Scientists and Engineers (PECASE) de Bill Clinton, em uma cerimônia na Casa Branca, e em junho de 2005 recebeu o Director's Distinguished Teaching Scholar Award da Fundação Nacional da Ciência na Academia Nacional de Ciências dos Estados Unidos. Recebeu uma bolsa Sloan, uma bolsa Packard e uma bolsa Guggenheim. Em 2012 tornou-se um fellow da American Mathematical Society.
Em 2011 e 2015 apresentou palestras TED.
Em trabalho conjunto com Jan Bruinier descobriu uma fórmula finita para calcular o número de partições.
Participou em 2013 do documentário "The genius of Srinivasa Ramanujan".
Seu perfil foi publicado da edição de maio de 2014 da Scientific American.

## Conselho editorial
Ono é membro do conselho editorial de quatorze periódicos:
- Annals of Combinatorics
- Bulletin of the American Mathematical Society
- Communications in Number Theory and Physics
- Integers
- International Journal of Modern Mathematics
- The International Journal of Number Theory
- The International Mathematical Forum
- Involve
- Journal of Combinatorics and Number Theory
- Online Journal of Analytic Combinatorics
- Proceedings of the American Mathematical Society (Chefe de redação)
- The Ramanujan Journal
- Research in the Mathematical Sciences (Editor chefe)
- Research in Number Theory (Editor chefe)